# Bojongsari Lama
Bojongsari Lama is een bestuurslaag in het regentschap Depok van de provincie West-Java, Indonesië. Bojongsari Lama telt 13.542 inwoners (volkstelling 2010).